# Dzhanokmenia stefaniolae
Dzhanokmenia stefaniolae é uma espécie de vespa, identificada em 2021 na Região Autônoma Uigur do Sinquião, na China. A D. stefaniolae é uma espécie parasitóide, tendo como hospedeiro insetos do género Stefaniola (de onde deriva o nome da espécie).